# Max Ehrlich
Max Michaelis Ehrlich (Berlino, 7 dicembre 1892 – Auschwitz, 1º ottobre 1944) è stato un attore, sceneggiatore e comico tedesco.

## Biografia
Iniziò la sua carriera negli anni '20 in vari teatri, svolgendo ruoli da protagonista in produzioni e riviste di Max Reinhardt. È apparso in circa 30 tra film e cortometraggi dal 1926 al 1933. Ha anche scritto diversi libri di carattere umoristico.
Nel 1933, con il Partito Nazista al potere, gli venne impedito, essendo ebreo, di lavorare in Germania. Si spostò quindi a Vienna, ma anche qui gli antisemiti austriaci interrompevano i suoi lavori e spettacoli. Con la sua troupe quindi vagò in Svizzera e Paesi Bassi.
Nel 1935 tornò in patria, dove poté esibirsi nell'ambito della Jüdischer Kulturbund, l'unione culturale ebraica. Tuttavia, in seguito ai pogrom della "notte dei cristalli" del 1938, decise di lasciare definitivamente la Germania. 
Ritornò quindi nei Paesi Bassi, dove collaborò con Willy Rosen finché, come molti suoi colleghi, venne imprigionato nel campo di transito di Westerbork nel 1943. Qui creò e divenne direttore di una compagnia di cabaret che mise in scena produzioni teatrali all'interno dei confini del campo di concentramento. La maggior parte degli attori erano personaggi dello spettacolo ebrei, tra cui Willy Rosen, Camilla Spira e Kurt Gerron, o artisti olandesi come Jetty Cantor e il duo Johnny & Jones.
La maggior parte degli spettacoli che si tenevano nel campo vedevano protagonisti musicisti, ballerini, artisti, attori, ma vedevano coinvolte anche altre figure come sarti, truccatori e tecnici. Questi spettacoli combinavano elementi di rivista e cabaret, canzoni e sketch, mai però di tipo apertamente politico di attacco al regime nazista, in quanto ciò avrebbe violato la condizione fondamentale per la sopravvivenza della troupe e dei suoi membri. Il gruppo quindi intratteneva il suo pubblico distraendolo momentaneamente dagli orrori circostanti e dando agli altri prigionieri coraggio e speranza. 
Durante l'estate del 1944, con altre decine di migliaia di persone, venne portato da Westerbork ai campi di sterminio dell'Est. Fu assassinato nelle camere a gas del campo di concentramento di Auschwitz il 1º ottobre 1944.

## Filmografia parziale

### Attore
- Wien, du Stadt der Lieder, regia di Richard Oswald (1930)
- Hokuspokus, regia di Gustav Ucicky (1930)
- Il capitano di corvetta (Der Korvettenkapitän), regia di Rudolf Walther-Fein (1930)
- Albergo di frontiera (Leutnant warst Du einst bei deinen Husaren), regia di Manfred Noa (1930)
- Il marito di mia moglie (Der Storch streikt), regia di E.W. Emo (1931)
- L'amico del granduca (Der Schlemihl), regia di Max Nosseck (1931)

### Sceneggiatore
- Flitterwochen (1928)
- Die tolle Komtess (1928)
- Ein kleiner Vorschuß auf die Seligkeit (1929)
- Der Greifer (1930)